# Altes Schlachthaus (Schwäbisch Hall)
Das Alte Schlachthaus in der Haalstraße 9 in Schwäbisch Hall ist ein ehemaliger Schlachthof, der mittlerweile als Bar, Theatersaal, Frauenzentrum und von Radio StHörfunk genutzt wird.

## Geschichte

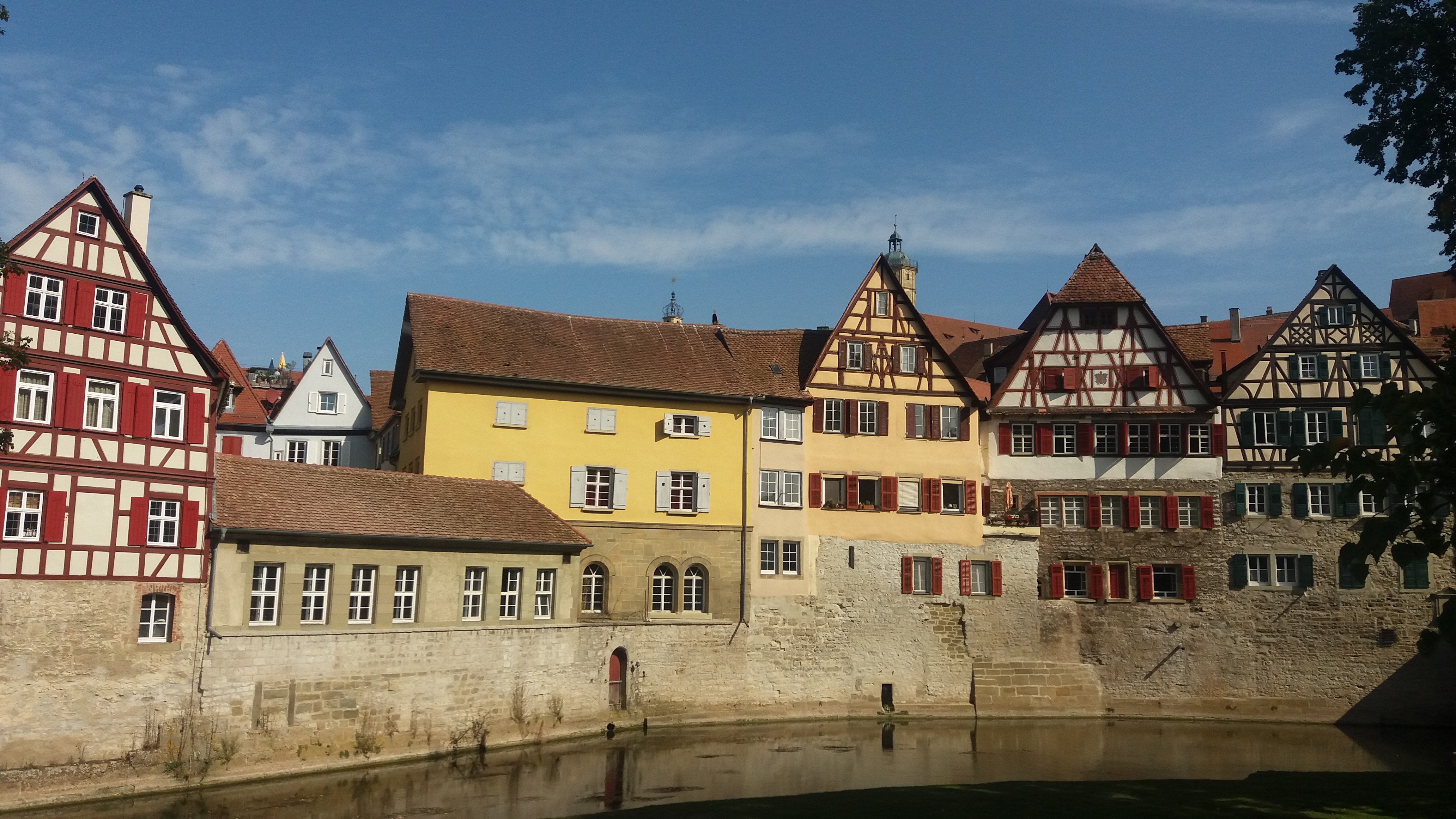
Rückseite (gelbes Gebäude)

Das dreigeschossige Bauwerk befindet sich auf einem Grundstück am Kocher, auf dem einst eine mittelalterliche Synagoge stand. Urkundliche Erwähnung fand diese „Judenschule“ im einstigen jüdischen Ghetto von Schwäbisch Hall in den Jahren 1356 und 1457; 1457 war sie allerdings bereits in christlichen Besitz übergegangen. Im Kellergeschoss des heutigen Bauwerks, dessen Sohle zum Kocher hin stark abfällt, ist noch Mauerwerk aus der Zeit um 1200 zu finden, weitere Überreste von Vorgängerbauten sind in Gestalt von mittelalterlichem Mauerwerk im Keller erhalten geblieben; das eigentliche Gebäude stammt aber aus späteren Zeiten.
Im Jahr 1714 wurde die Errichtung eines Schlachthauses beschlossen; zwei Jahre später, am 6. November 1716, erteilte der Rat den Metzgern der Stadt den Befehl, in dieses Schlachthaus bzw. die sogenannte Rinderschlachthalle einzuziehen. Eine Schlachthausordnung wurde am 12. November desselben Jahres erlassen. Kurz darauf zogen die Metzger offenbar tatsächlich in das Bauwerk ein, beschwerten sich jedoch bereits am 29. November beim Rat über Mängel in dem Gebäude, die behoben werden sollten.

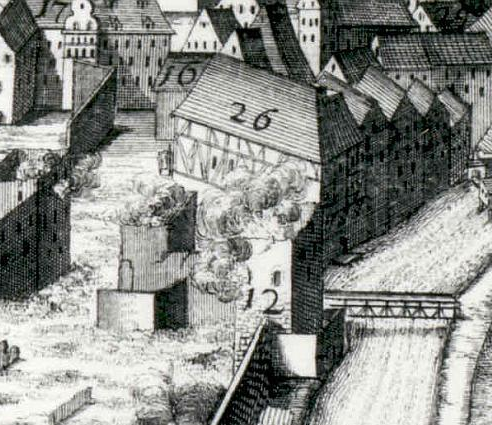
Nach dem Stadtbrand von 1728

In den oberen Geschossen des Hauses befanden sich 1728 die Katechetenschule und die deutsche Schule für die untere Stadt, während die Metzger im Erdgeschoss ihrer Tätigkeit nachgingen. Das Bauwerk überstand damals den Stadtbrand von Schwäbisch Hall, von dem andere Gebäude der Haalstraße schwer betroffen waren, wurde allerdings im Jahr 1758 durch eindringendes Wasser beschädigt, wodurch auch eine Orgel in der Musikstube in einem der oberen Geschosse in Mitleidenschaft gezogen wurde. 1761 war das Wasser in die Wand in Richtung zum Haspelschen Haus, wo heute das Haller Tagblatt untergebracht ist, eingedrungen. Das Holzwerk war dadurch komplett verfault, die Wand blähte sich unter dem Druck der darüber befindlichen Fruchtböden und eine Reparatur schien unabdingbar. Veranschlagt wurden dafür 241 Gulden.
Als städtisches Gebäude wurde das Schlachthaus nicht in allen Häuserbüchern erwähnt; 1780 wurde es aber als „herrschaftliches Schlachthaus“ bezeichnet. Bewohner des Hauses waren damals der Organist Bajerdörffer sowie der Schulmeister Hartmann und der Metzger Schreyer. Für 1827 sind als Besitzer die Stadt Schwäbisch Hall und die Geistliche Verwaltung bezeugt, die offenbar um 1835 einen Neubau an derselben Stelle errichten ließen. Im Obergeschoss dieses Bauwerks befanden sich Gesellschaftsräume. 1842 gehörte das Haus ausschließlich der Stadtgemeinde. Diese plante 1855 den Einbau von zwei Kaminen, nachdem der Seidenbauverein sich an der Nutzung des zweiten Stockes interessiert gezeigt hatte. Im Jahr 1884 wurde ein Anbau in Richtung Haalamt, die sogenannte Schweineschlachthalle, errichtet. 1906 hatte sich ein Pfandlokal im ersten Stock, dessen Saal auch anderweitig genutzt wurde, eingerichtet. Der zweite Stock wurde zu dieser Zeit zu Wohnzwecken genutzt, im Erdgeschoss wurde nach wie vor geschlachtet. Umbauten und Erweiterungen erfolgten in den Jahren 1937 bis 1940. Nachdem in der Zeit von 1910 bis 1940, als der Schlachthof als Innungsschlachthof geführt wurde, immer wieder Beanstandungen bei der Fleischbeschau vorgekommen waren, wurde er ab 1940 als städtischer Schlachthof weitergeführt. 1960 zog dieser in ein neues Gebäude um.
Teile des ehemaligen Schlachthauses wurden ab 1968 von einer Eisenwarenfirma genutzt; eine Nutzung des einstigen Saales, der ab 1956 als Turnhalle gedient hatte, für Filmvorführungen wurde aus Gründen der Brandsicherheit nicht genehmigt. 1973 wurde der Umbau der Halle zu Verkaufsräumen geplant.
Seit 2003 wurde das Haus zeitweise als Kulturzentrum mit Gastronomiebetrieb genutzt. Heute befinden sich dort weiterhin eine Bar, die Räumlichkeiten von Radio StHörfunk, dem Frauenzentrum Schwäbisch Hall e.V. und ein Theatersaal der vom Kleinen Theater Schwäbisch Hall e.V. genutzt wird.